# Sycozoa
Sycozoa Lesson, 1832 è un genere di ascidie della famiglia Holozoidae.

## Tassonomia
Comprende le seguenti specie:
- Sycozoa anomala Millar, 1960
- Sycozoa arborescens Hartmeyer, 1912
- Sycozoa brevicauda Kott, 1990
- Sycozoa cavernosa Kott, 1990
- Sycozoa cerebriformis (Quoy & Gaimard, 1834)
- Sycozoa gaimardi (Herdman, 1886)
- Sycozoa georgiana (Michaelsen, 1907)
- Sycozoa kanzasi (Oka, 1930)
- Sycozoa melopepona Monniot F., 1975
- Sycozoa mirabilis (Oka, 1912)
- Sycozoa murrayi (Herdman, 1886)
- Sycozoa pedunculata (Quoy & Gaimard, 1834)
- Sycozoa pulchra (Herdman, 1886)
- Sycozoa seiziwadai Tokioka, 1952
- Sycozoa sigillinoides Lesson, 1830
- Sycozoa umbellata (Michaelsen, 1898)